# Caius Pontius

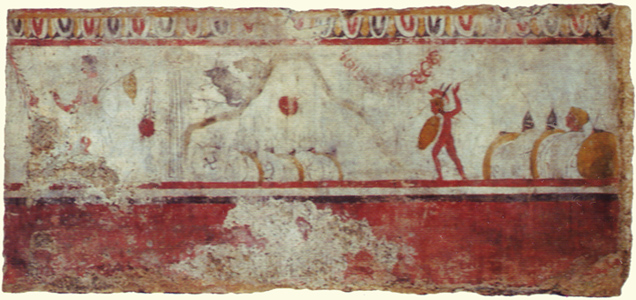
Fresque de la bataille des Fourches Caudines.

Caius Pontius (- vers 292 av. J.-C.) est un général en chef samnite. Il est le fils d'Herennius Pontius.
Extrêmement populaire et de grande renommée, il est très admiré de ses adversaires romains pour ses compétences militaires lors des guerres samnites. Il commande l'armée samnite contre les consuls Albinus et Calvinus en 321 av. J.-C., les encercle aux Fourches Caudines et les force à capituler. Les Romains refusèrent de reconnaître la reddition de leurs consuls et reprendront la guerre. Pontius ne réussit pas à sauver Lucéria assiégée par Lucius Papirius Cursor en 320 av. J.-C.
Pontius est capturé vers 292 av. J.-C. par le consul Quintus Fabius Maximus Gurges (fils de Rullianus), figure au triomphe de ce dernier et est décapité cette même année. Il est cependant possible (et même probable) que ce personnage capturé soit le fils du vainqueur des Fourches Caudines.